# Coroi, Mureș
Coroi (în maghiară Kóród) este un sat în comuna Coroisânmărtin din județul Mureș, Transilvania, România.

## Istoric
Prima atestare documentară a satului este din 1369.
Localitatea a fost racordată la rețeaua feroviară în anul 1896, odată cu darea în folosință a Căii ferate Blaj–Praid.

## Personalități
- Augustin Nilca (1870-1959), deputat în Marea Adunare Națională de la Alba Iulia 1918

## Imagini

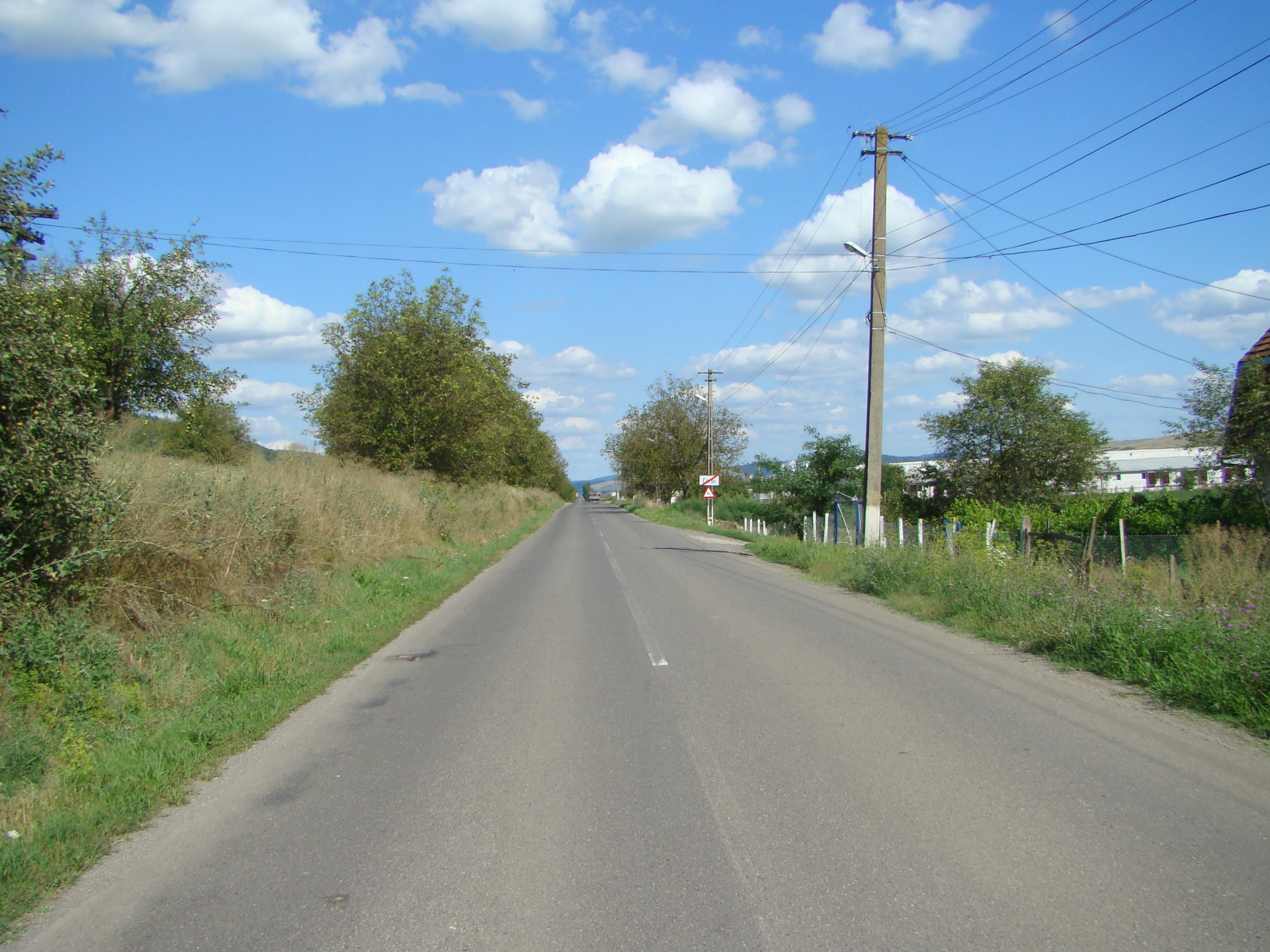
Drumul Bălăușeri-Coroi
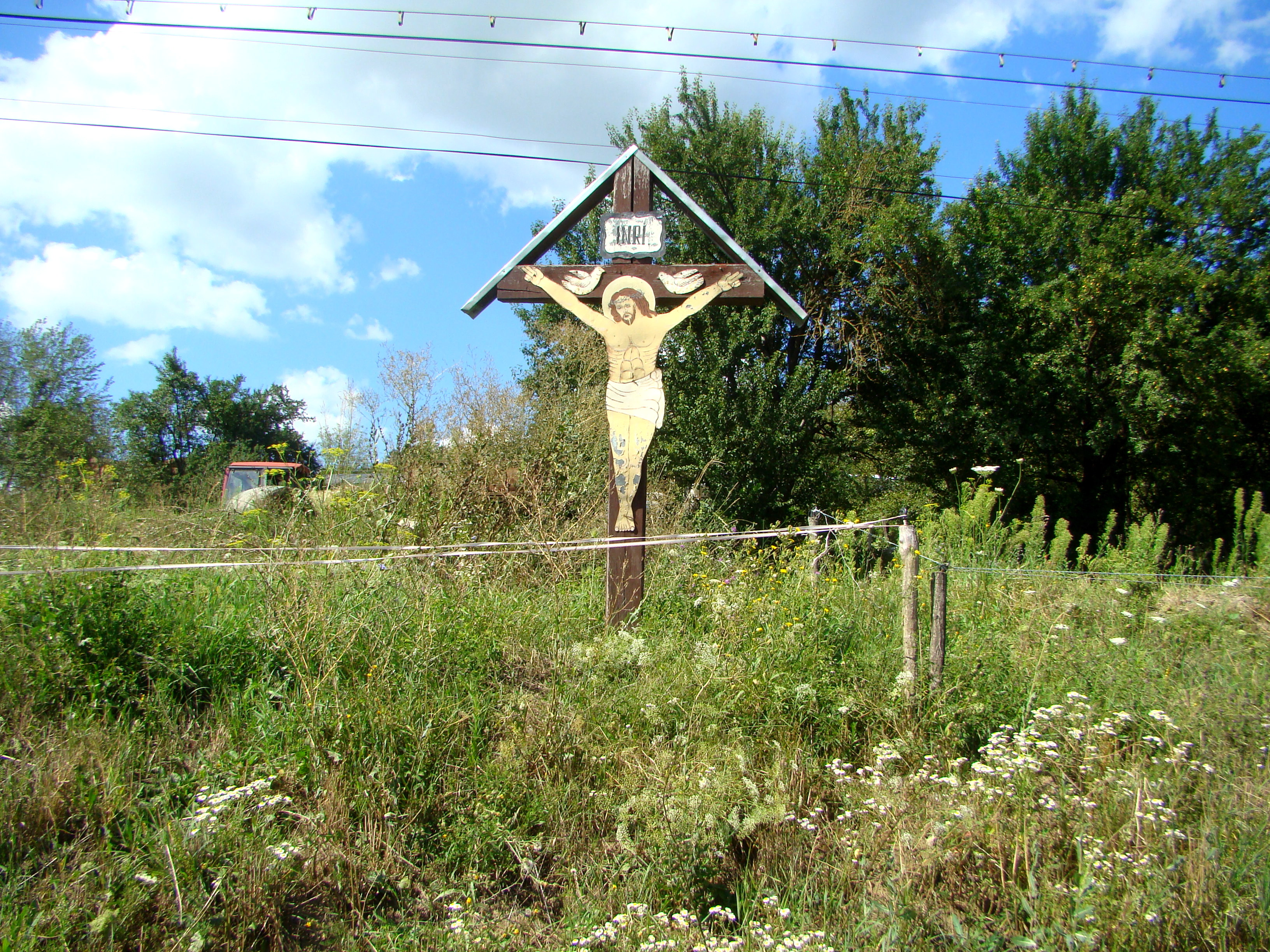
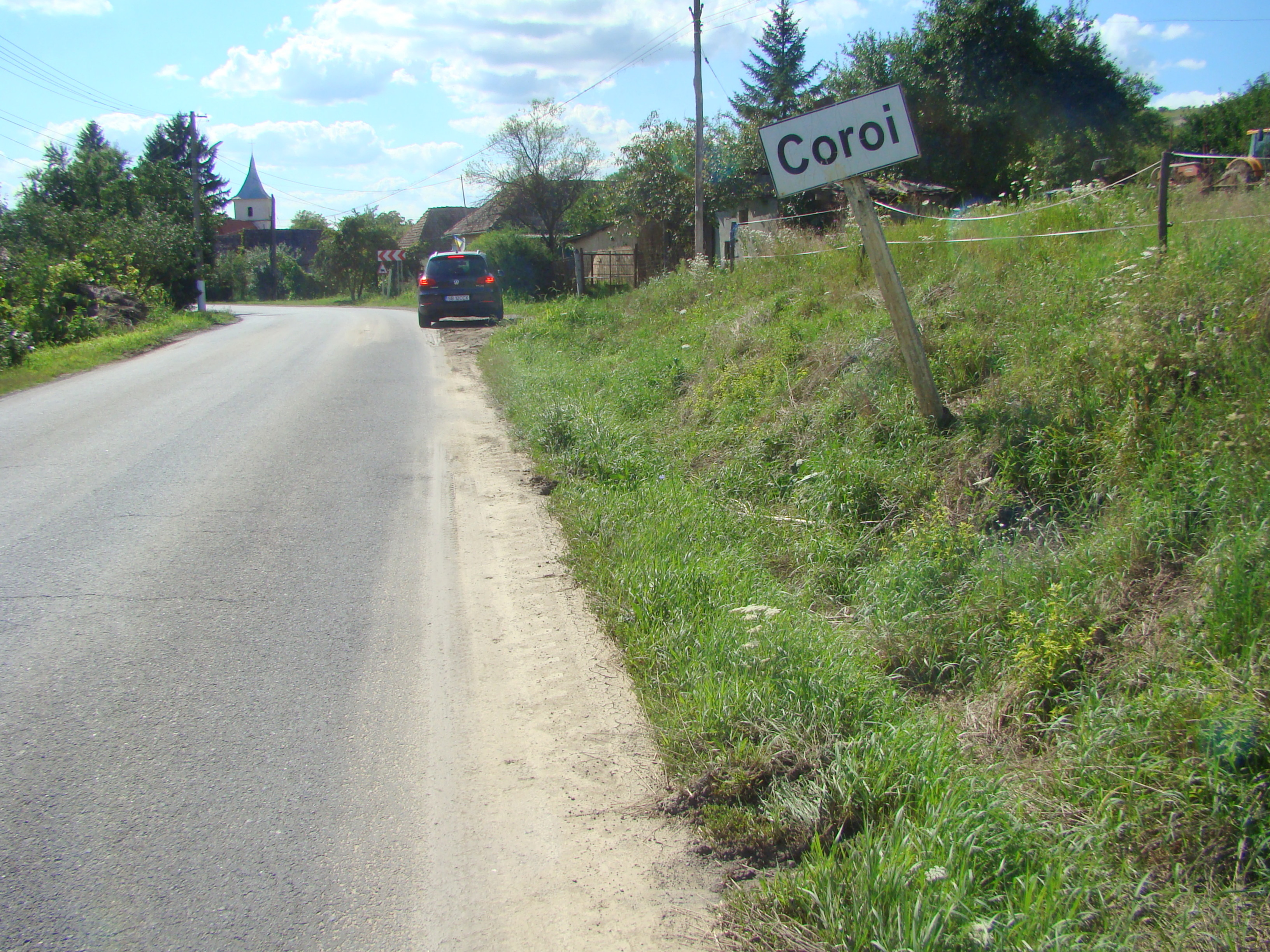
Intrarea în localitate
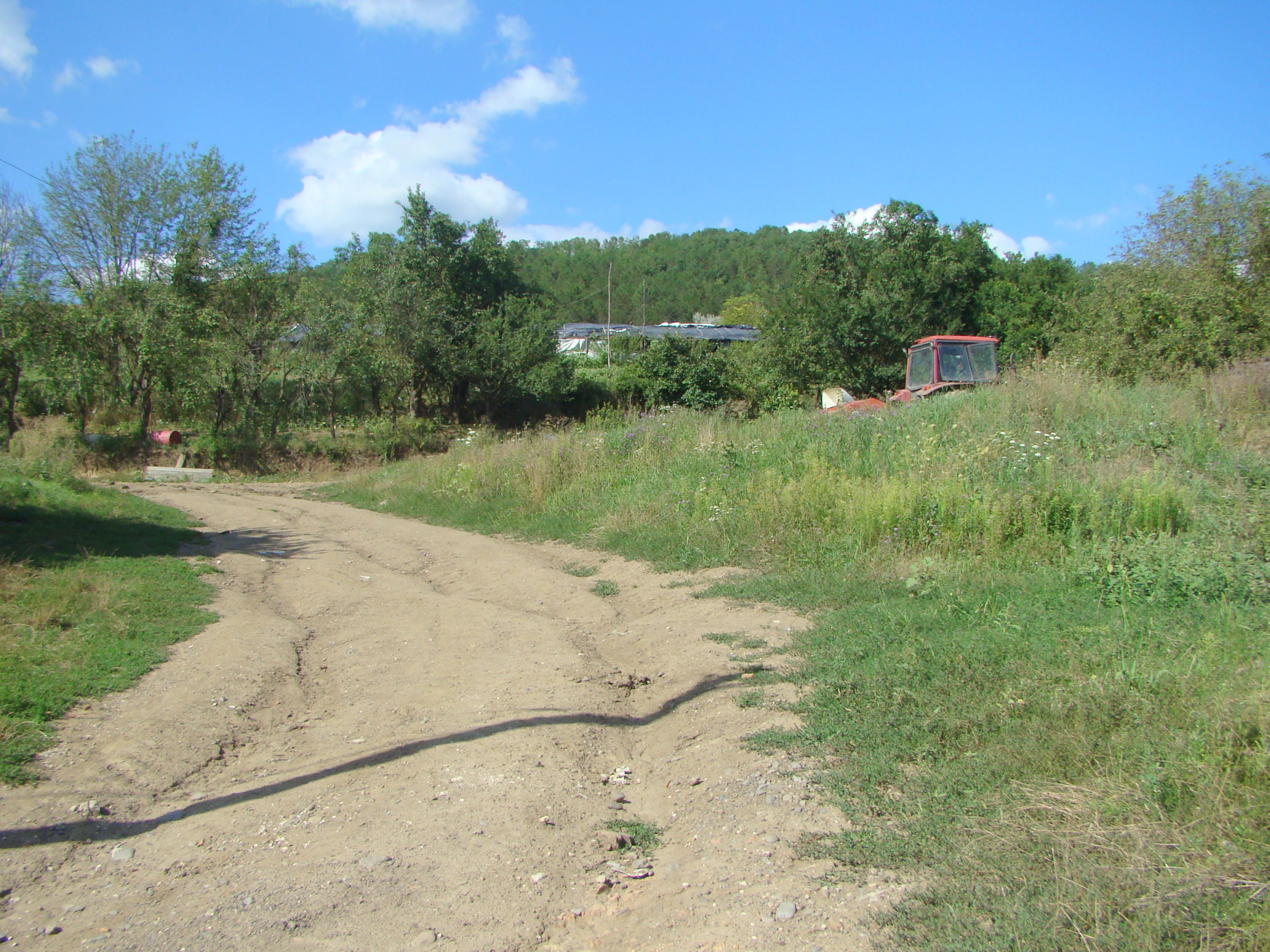
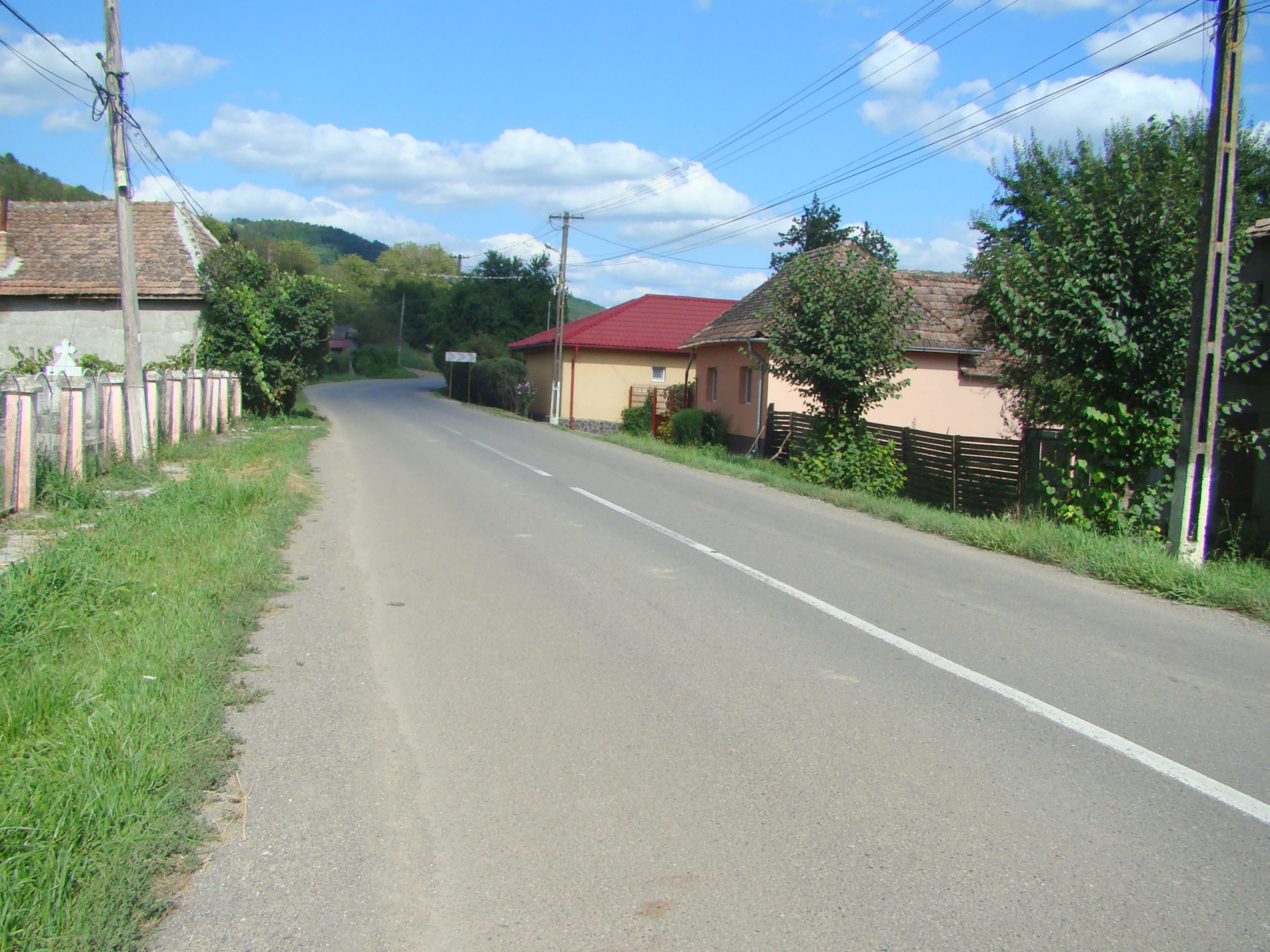
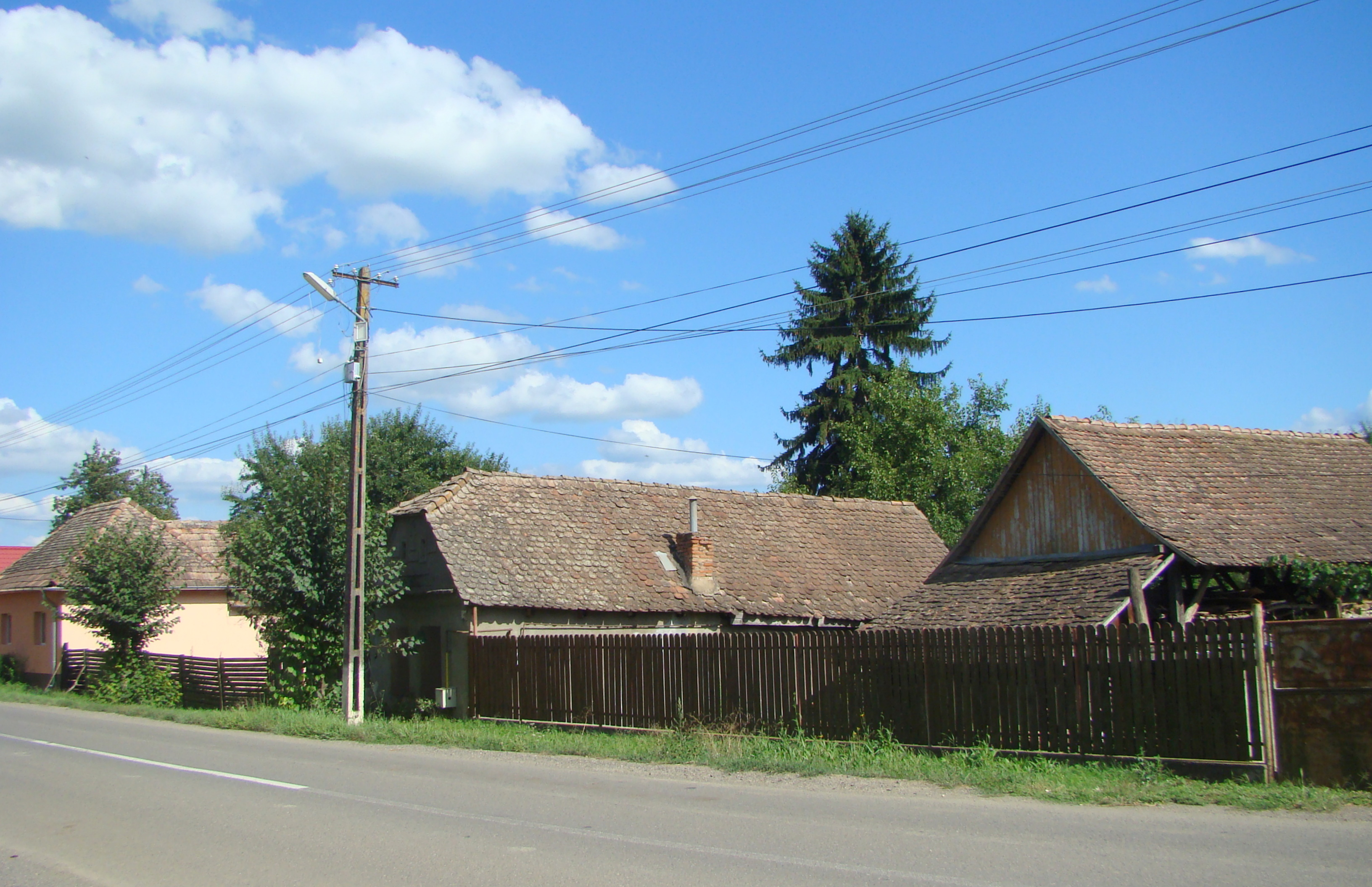
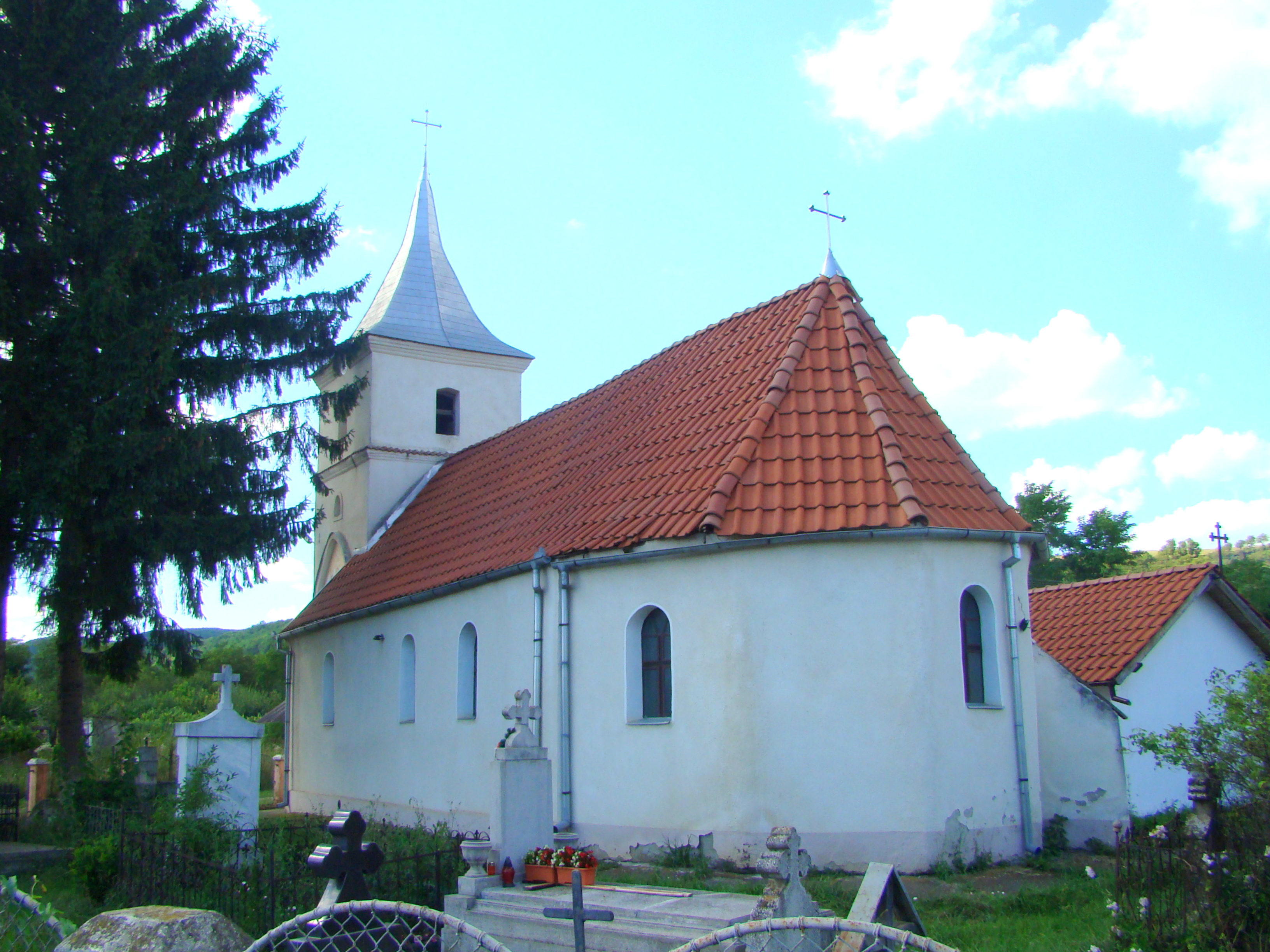
Biserica „Sfânta Treime”
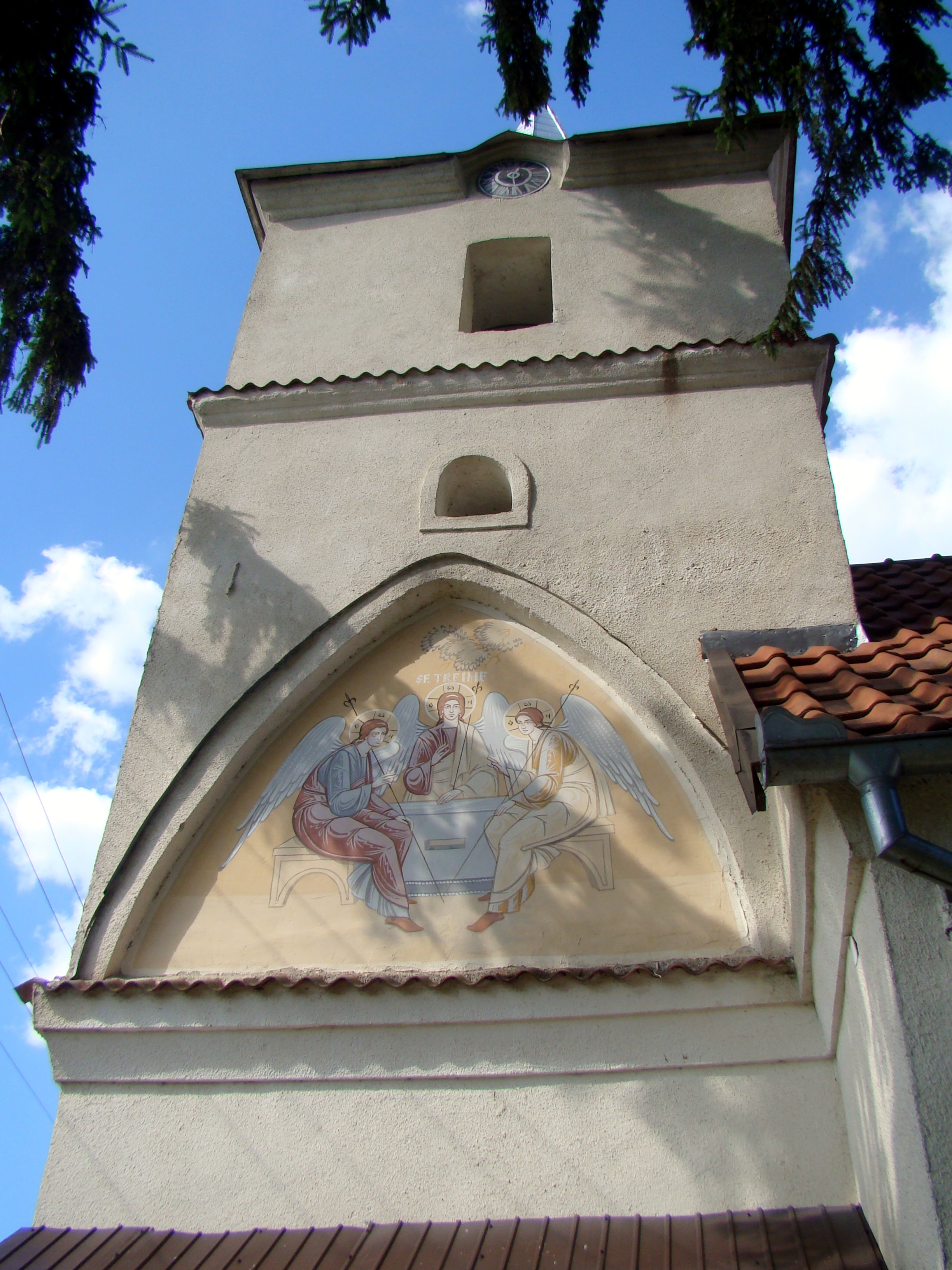
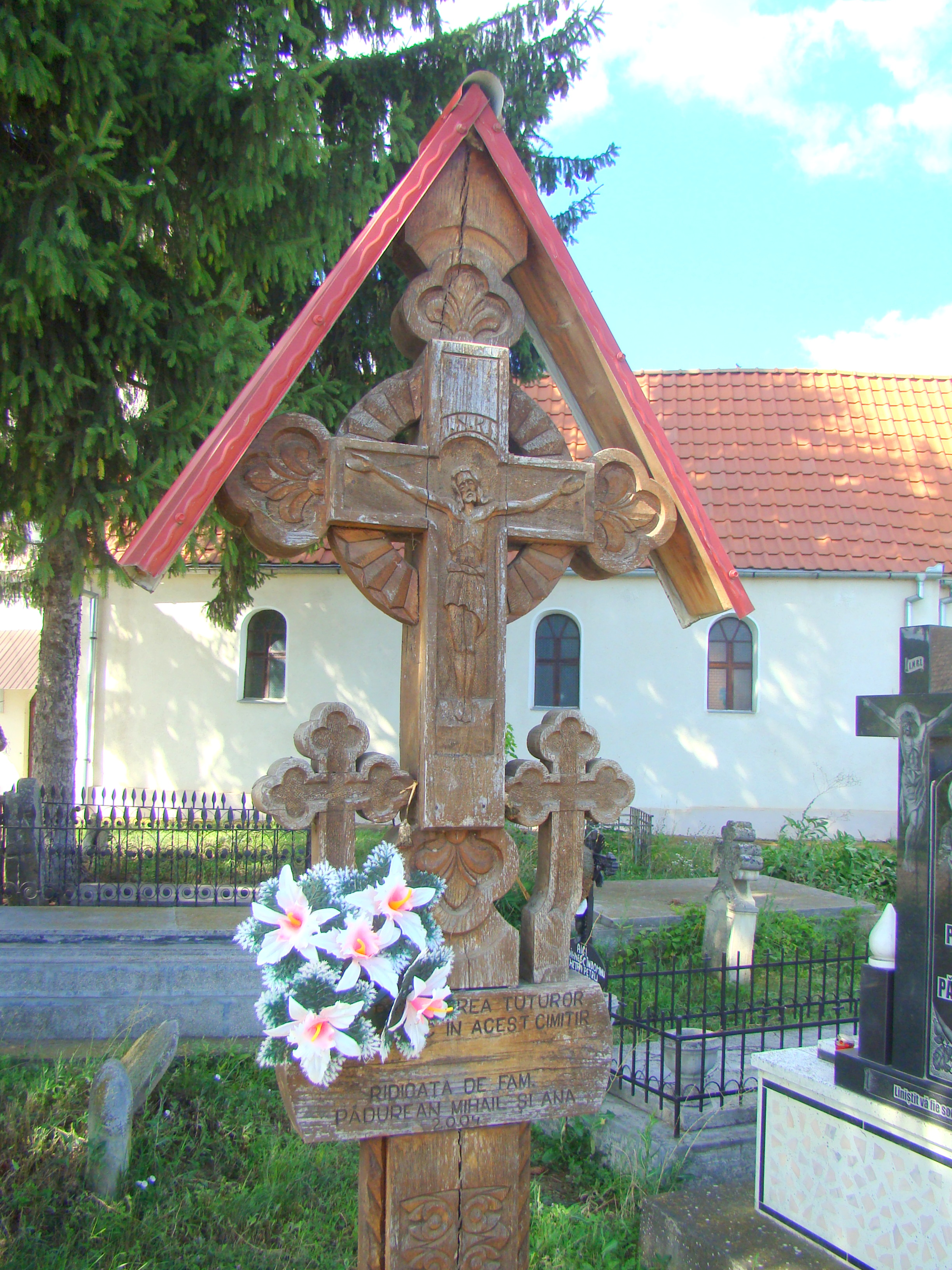
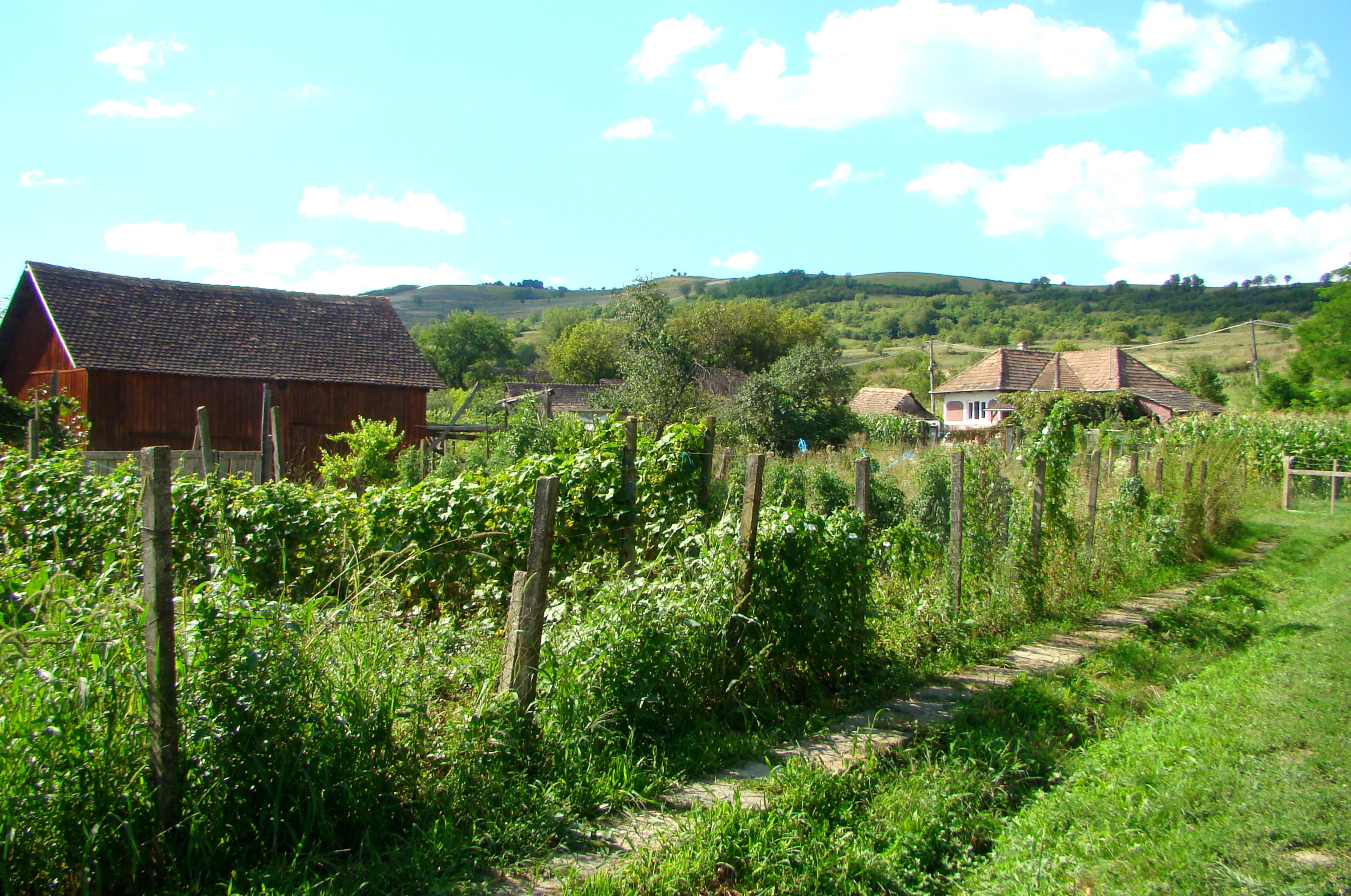

1. ↑  Coriolan Suciu (1968). „Dicționar istoric al localităților din Transilvania (literele A-N)” (PDF). Accesat în 14 martie 2024.